# Distrito Escolar Independiente de Garland

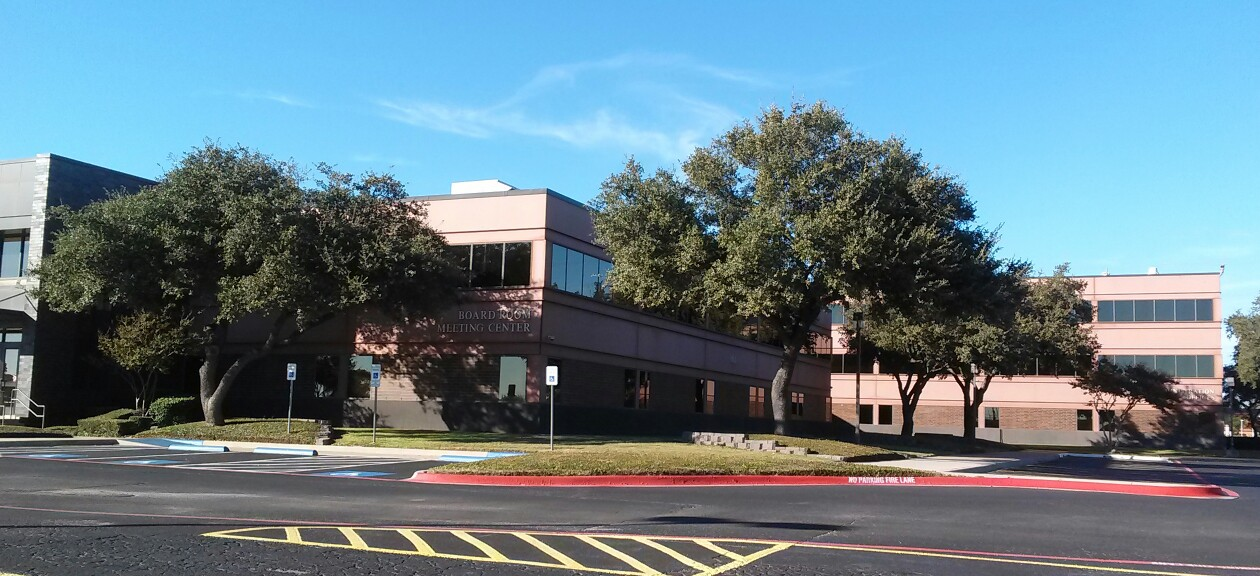
Sede de GISD

El Distrito Escolar Independiente de Garland (Garland Independent School District o GISD en inglés) es el distrito escolar del estado de Texas, Estados Unidos. Su sede está en el Harris Hill Administration Building, Garland. El distrito sirve a  Garland, Rowlett, y Sachse, ubicada en el noreste del Condado de Dallas. También sirve a partes de Dallas y Wylie.
Tiene más de 57.000 estudiantes. Es el distrito escolar segundo más grande del Condado de Dallas. Gestiona dos centros "prekindergarten" (preescolares), 47 escuelas primarias, 12 escuelas medias, siete escuelas preparatorias, un "Cooperative Behavior Center," un "Non-Traditional 8-12 Campus", un "Alternative Education Center," una granja agrícola, dos estadios de atletismo, un centro para eventos especiales, y nueve instalaciones de apoyo administrativo/apoyo servicio.

## Escuelas

### Escuelas preparatorias

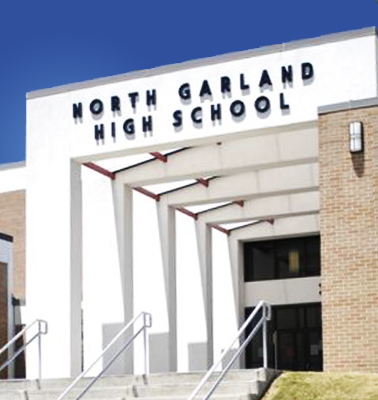
North Garland High School

- Garland High School
- Lakeview Centennial High School
- Naaman Forest High School
- North Garland High School
- Rowlett High School
- Sachse High School
- South Garland High School
- Garland ISD Evening School

### Escuelas medias
- Austin Academy for Excellence
- Bussey Middle School
- Classical Center at Brandenburg Middle School
- Coyle Middle School
- Sam Houston Middle School
- Hudson Middle School
- Jackson Technology Center
- Lyles Middle School
- Memorial Preparatory School
- O'Banion Middle School
- Schrade Middle School
- Sellers Middle School
- Webb Middle School

### Escuelas primarias

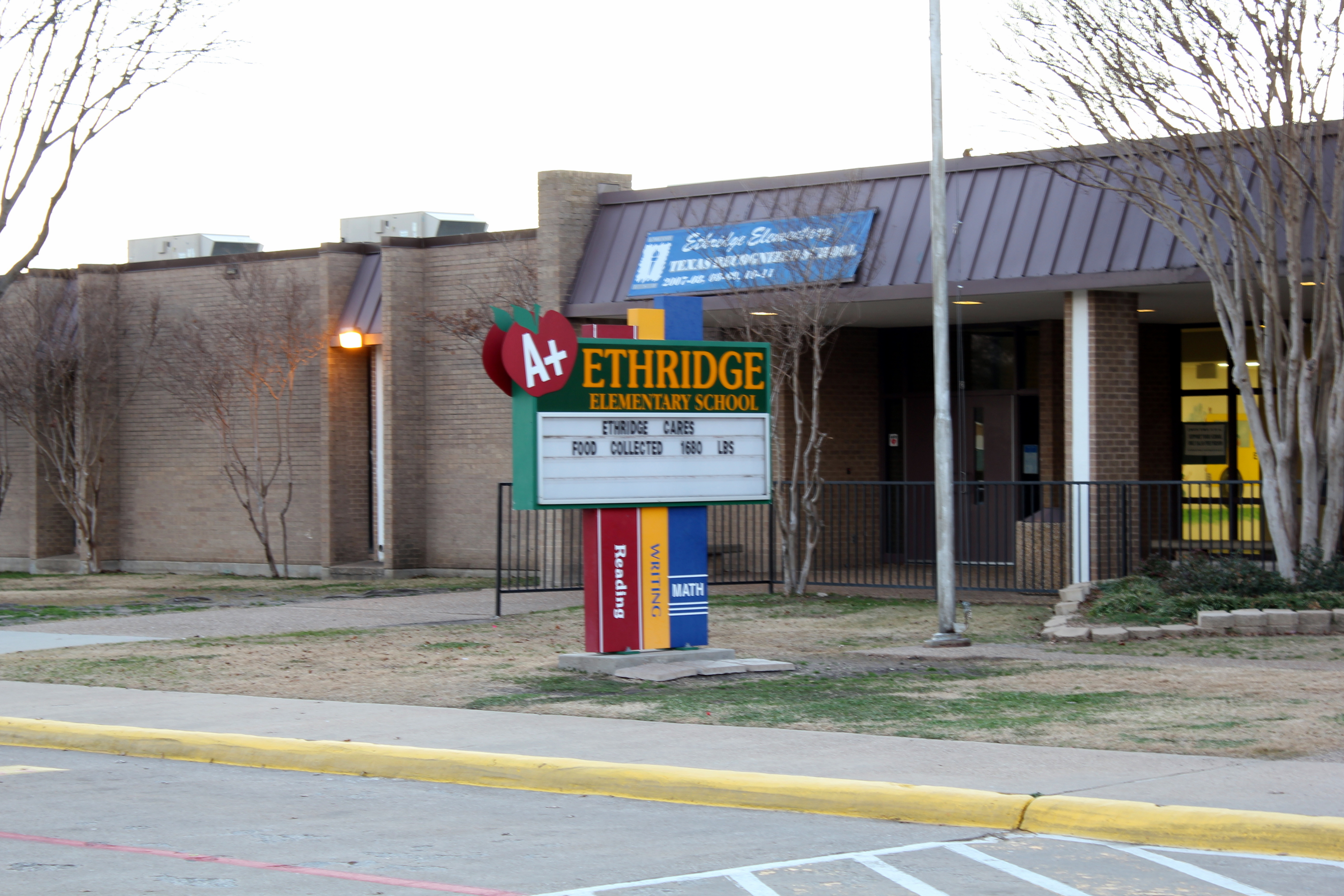
Ethridge Elementary School ("Escuela Primaria Ethridge")

- Luke & Betty Abbett Elementary School
- Armstrong Elementary School
- James M. Back Elementary School
- Beaver Technology Center
- Bradfield Elementary School
- Bullock Elementary School
- Randolph Caldwell Elementary School
- George Washington Carver Elementary School
- Centerville Elementary School
- Classical Center at Vial Elementary School
- Club Hill Elementary School
- Cooper Elementary School
- Couch Elementary School
- Daugherty Elementary School
- Davis Elementary School
- Dorsey Elementary School
- Ethridge Elementary School
- Freeman Elementary School
- Joyce Giddens-Steadham Elementary School
- Golden Meadows Elementary School
- Handley Elementary School
- Heather Glen Elementary School
- Carl L. Herfurth Elementary School
- Hickman Elementary School
- Hillside Academy for Excellence
- Keeley Elementary School
- Kimberlin Academy for Excellence
- Liberty Grove Elementary School
- Lister Elementary School
- Luna Elementary School
- Montclair Elementary School
- Northlake Elementary School
- Park Crest Elementary School
- Nita Pearson Elementary School
- Routh Roach Elementary School
- Rowlett Elementary School
- Sewell Elementary School
- Shorehaven Elementary School
- Shugart Elementary School
- Southgate Elementary School
- Spring Creek Elementary School
- Stephens Elementary School
- Toler Elementary School
- Walnut Glen Academy for Excellence
- Watson Technology Center
- Weaver Elementary School
- Williams Elementary School

### PreK
- Gloria Cisneros PreKindergarten School
- Florence Parsons Prekindergarten School